# 波皮夫卡 (霍羅爾區)
49°46′49″N 33°21′15″E / 49.78028°N 33.35417°E
波皮夫卡（烏克蘭語：Попівка），是烏克蘭中部的村莊，隸屬波爾塔瓦州的盧布尼區。該村分別距離小波皮夫卡0.5公里和新阿夫拉米夫卡3公里，海拔高度90米，2001年人口497。